# Препуж
Препуж (словен. Prepuž) је насељено место у општини Словенска Бистрица, Подравска регија, Словенија.

## Историја
До територијалне реорганизације у Словенији било је у саставу старе општине Словенска Бистрица.

## Становништво
У попису становништва из 2011. године, Препуж је имао 144 становника.
| Број становника према пописима | Број становника према пописима | Број становника према пописима |
| ------------------------------ | ------------------------------ | ------------------------------ |
| 1991                           | 2002                           | 2011                           |
| 120                            | 138                            | 144                            |

Напомена: Године 2016. извршена је мања размена територија између насеља Прелоге, Препуж и Сподње Грушовје (Словенске Коњице).